# کریستیان توت
کریستیان توت (مجاری: Krisztián Tóth؛ زادهٔ ۱ مهٔ ۱۹۹۴) جودوکار اهل مجارستان است.